# Буффало
Бу́ффало, также Ба́ффало (англ. Buffalo [ˈbʌfəloʊ]) — город в северо-западной части штата Нью-Йорк, второй по населению город штата (после Нью-Йорка). Расположен на восточном берегу озера Эри, одного из Великих озёр, на правом берегу пограничной с Канадой реки Ниагары, соединяющей озеро Эри с озером Онтарио. Население 261 310 жителей (2010). Административный центр округа Эри. Экономический и культурный центр агломерации Буффало-Ниагара (1,2 млн жителей). Иногда Буффало включают в «Золотую подкову» (Голден-Хорсшу) — почти десятимиллионную агломерацию, охватывающую с запада озеро Онтарио и находящуюся большей своей частью на территории Канады.
Европейское поселение с конца XVIII века. Бурный рост начался с 1840-х после появления канала Эри. К концу XIX века Буффало был одним из крупнейших городов США, крупнейшим внутренним портом страны, центром тяжёлой и пищевой промышленности. К середине XX века значение торгового пути по каналу Эри упало, а с ним и промышленное значение города. Сейчас Буффало — это прежде всего культурный, финансовый, образовательный и медицинский центр. Перевод производства улучшил экологическую ситуацию в городе; в 2005 году город вошёл в тройку самых чистых городов страны.

## Происхождение названия
Самая распространённая версия гласит о том, что название «Буффало» произошло от изменённой французской фразы «beau fleuve», — «красивая река». Наверняка французские исследователи сказали так при виде реки Ниагары. Но это предположение опровергается официальными источниками. Французские исследователи на своих картах отметили реку Ниагару как «Rivière aux Chevaux» — река лошадей.
Другая теория происхождения названия появилась в печати в 1825 году; это история об украденном лошадином мясе, которое было подложено как мясо бизона. После этого обманного пикника и появилось название «Буффало». Автор этой статьи сам выражал большой скептицизм к написанному.
Ко времени проникновения европейцев в Северо-Восточную Америку (от 1492) там не было бизонов. Небольшое поселение «Буффало» взяло себе имя от залива «Буффало». Название же залива появилось на картах в 1760 году. Хотя теория «красивой реки» представляется правдоподобнее других, все они не объясняют происхождения названия города.

## Прозвища города
Привычней всего, когда Буффало называют «городом королевы». Впервые это название появилось в печати в 1840, ссылаясь на статус города как второго по величине в штате Нью-Йорк после города Нью-Йорк. На протяжении всего XIX века это имя закрепилось за городом ещё и потому, что Буффало второй по величине город в Америке на Великих озёрах после Чикаго (хотя впоследствии его обошли Детройт и Кливленд).
Потом его назвали «никелевым городом». Связано это с появлением бизона на оборотной стороне монеты в начале XX века. «Городом добрых соседей» прозвали Буффало из-за постоянной взаимопомощи и дружному духу всех его обитателей. В начале XX века жители города сами стали называть его «городом света». На то было две важные причины. Во-первых, из-за строительства гидроэлектростанции на Ниагарском водопаде, приносившей огромное количество электроэнергии. Во-вторых, Буффало стал первым американским городом, в котором появилась улица с электрифицированными фонарями. Ещё один пример из многочисленных прозвищ города — «город деревьев». Это название описывает изобилие зелени. Всего в Буффало более 20 парков, и они расположены так, что всегда хотя бы один из них находится в шаговой доступности с любого конца города.

## История
Небольшое торговое поселение возле залива Буффало появилось приблизительно в 1789 году. После открытия канала Эри, в 1825 году, Буффало начинает расти очень быстро и интенсивно, так как являлся восточной конечной станцией канала. Уже к 1900 году Буффало становится 8-м городом Америки по численности населения и начинает приобретать функции железнодорожного узла, самого крупного в стране мукомольного центра и крупнейшего в мире сталелитейного центра.
1 мая 1901 года в Буффало открылась Панамериканская выставка. На ней впервые широкую публику познакомили с недавно открытыми свойствами рентгеновских лучей и изобретениями инженера Николы Теслы. Также в Буффало впервые представили аттракцион «Путешествие на Луну», во время которого посетители выставки катались на крылатом корабле по трассе, над которой сияла огромная луна. Первыми «путешествие на Луну» совершили президент США Уильям Мак-Кинли и изобретатель Томас Эдисон. Аттракцион произвёл такое сильное впечатление на публику и прессу, что уже через два года все увеселительные парки Америки стали называть «луна-парками». Во время Панамериканской выставки произошло и трагичное событие: анархист Леон Франк Чолгош смертельно ранил президента Мак-Кинли.
В период с 1906 по 1912 год в городе производились электромобили компанией Babcock Electric Carriage Company.
Вторая половина XX века кардинально изменила позитивную картину развития города. К 1990 году численность населения города упала до уровня 1900 года. Из-за открытия судоходного прохода через залив Святого Лаврентия развитие города пошло на спад. Многие сталеобрабатывающие предприятия закрылись или переехали, что также влияло на развитие города не в лучшую сторону.

## География
Буффало расположен на восточной оконечности озера Эри, по другую сторону от Форта Эри (Онтарио) в Канаде, у истока реки Ниагары, которая течёт через самый широкий водопад в мире и впадает в озеро Онтарио.
По данным Статистического Бюро США общая площадь города — 136 квадратных километров. Из них 23 % — вода. За Буффало закрепилась репутация города с заснеженными зимами, но его с трудом можно назвать самым снежным городом штата. В регионе гумидный климат континентального типа, а близость Великих озёр накладывает и морской тип. Больше половины всего снега выпадает из-за наличия озёр. Это явление называют эффектом озера. Оно действует, когда холодный воздух пересекает относительно тёплое озеро и становится насыщенно влажным, создавая облака и стремительный ветер. Из-за преобладающих ветров зоны к югу от Буффало ощущают эффект озера гораздо сильнее, чем к северу. Природная «машина» по производству снега «включается» в октябре, достигает пика в декабре, а потом практически останавливается, когда на озёрах встаёт лед. Самый сильный буран в Буффало был зарегистрирован в 1977 году и назывался «Blizzard of '77». В Буффало самое солнечное и сухое лето из всех главных городов Северо-Востока, но дождей там достаточно для того, чтобы растительность была зелёной и пышной.
Близ Буффало находится Ниагарский водопад.
| Показатель                                                                | Янв. | Фев.  | Март  | Апр.  | Май   | Июнь  | Июль  | Авг.  | Сен.  | Окт.  | Нояб. | Дек. | Год  |
| ------------------------------------------------------------------------- | ---- | ----- | ----- | ----- | ----- | ----- | ----- | ----- | ----- | ----- | ----- | ---- | ---- |
| Абсолютный максимум, °C                                                   | 22   | 22    | 28    | 34    | 34    | 36    | 37    | 37    | 37    | 33    | 27    | 23   | 37   |
| Средний суточный максимум, °C                                             | 0,1  | 0,7   | 5,4   | 12,6  | 19,7  | 24,2  | 26,8  | 26,1  | 22,4  | 15,3  | 8,8   | 2,9  | 13,8 |
| Средняя температура, °C                                                   | −3,6 | −3,1  | 1,2   | 7,6   | 14,4  | 19,4  | 22,1  | 21,3  | 17,4  | 10,9  | 5,0   | −0,3 | 9,3  |
| Средний суточный минимум, °C                                              | −7,2 | −6,9  | −3,1  | 2,5   | 9,1   | 14,5  | 17,3  | 16,5  | 12,5  | 6,6   | 1,2   | −3,6 | 4,9  |
| Абсолютный минимум, °C                                                    | −27  | −29   | −22   | −15   | −4    | 2     | 6     | 3     | 0     | −7    | −17   | −23  | −29  |
| Среднее число солнечных часов в месяц                                     | 91,3 | 108,0 | 163,7 | 204,7 | 258,3 | 287,1 | 306,7 | 266,4 | 207,6 | 159,4 | 84,4  | 69,0 | 2207 |
| Среднее число дней с осадками                                             | 19   | 16    | 15    | 13    | 13    | 12    | 11    | 10    | 11    | 14    | 14    | 18   | 166  |
| Норма осадков, мм                                                         | 85   | 63    | 73    | 86    | 86    | 86    | 82    | 82    | 104   | 102   | 89    | 95   | 1033 |
| Источник: Национальное управление океанических и атмосферных исследований |      |       |       |       |       |       |       |       |       |       |       |      |      |

## Население
В административном центре округа Эри проживает 292 648 жителей. Город Буффало является экономическим и культурным центром агломерации Буффало-Ниагара (1,2 млн жителей). Иногда Буффало включают в так называемую «Золотую подкову (Голден-Хорсшу)» — почти десятимиллионную агломерацию, находящуюся большей частью на территории Канады и охватывающую озеро Онтарио с запада.
Расовый состав города примерно следующий (2010):
- Белые — 50,4 %
- Афроамериканцы — 38,6 %
- Индейцы — 0,8 %
- Азиаты — 3,2 %
- Латиноамериканцы — 10,5 %
- Смешанная раса — 3,1%
- Все другие расы — 3,9 %

В зоне метрополии 40 % населения младше 18 лет и старше 64. Средний возраст 38 лет. Из всех жителей 83 % закончили школу и 23 % имеют степень бакалавра. Первоначально Буффало был населён выходцами из Новой Англии. Первый поток европейских иммигрантов принёс большую волну немцев. Строители канала Эри в основном были ирландцы, оставшиеся в Буффало, чтобы избежать голода у себя на родине. Затем приезжали поляки, итальянцы, евреи, немного позже латинские народы, все вместе составившие знаменитый «плавильный котёл» этнических культур. Самые последние иммигранты приезжают из Сомали и Судана.
По старому административному делению, Южное Буффало строго удерживало ирландскую идентичность, а Kaisertown — немецкое наследие. Округ Polonia, расположенный на востоке города, был Польшей и Словакией в миниатюре, с их традициями и укладом.
Сейчас же на востоке Буффало проживают в основном афроамериканцы, многие из которых прибыли во время Великой Миграции. Западная часть города сейчас в большинстве своём населена испаноязычными, в частности, пуэрториканцами. А раньше эта часть города звалась «маленькая Италия». Но в 1980-х почти все местные итальянцы перебрались в северную часть города. Но до сих пор небольшие церкви и ресторанчики напоминают о итальянско-сицилийском прошлом. Также Буффало стал домом для относительно небольшой еврейской общины. Изначально, в середине XIX века, немецкие евреи селились в западной части города. Затем, в начале XX века, прибыли русские и польские евреи. И сейчас в городе насчитывается примерно 26 тысяч евреев. В Буффало есть две специализированные школы и центр помощи евреям.
14 мая 2022 года на востоке Буффало произошло массовое убийство, большинство жертв которого были афроамериканцами. Сообщается, что подозреваемый совершил нападение на почве расовой ненависти.
| Год  | Численность | Численность   |
| ---- | ----------- | ------------- |
| 1970 | 458 000     | [ 6 ]         |
| 1984 | 339 000     | [ 7 ]         |
| 1992 | 323 000     | [ 8 ]         |
| 1996 | 311 000     | [ 9 ]         |
| 2006 | 276 800     | [ 10 ]        |
| 2010 | 261 310     | [ 11 ] [ 12 ] |
| 2020 | 278 349     | [ 13 ]        |

## Экономика
Экономику региона на данный момент описать достаточно сложно. Это смешение индустриальной, легкопромышленной, высокотехнологичной и ориентированной на сектор обслуживания. Вместо того, чтобы возлагать все надежды на один сектор, регион развивает многостороннюю экономику для того, чтобы создать возможности для роста и развития в XXI веке.

### Транспорт
Буффало обслуживается Международным аэропортом Буффало-Ниагара. Он обслуживает примерно 5 миллионов пассажиров в год, и постоянно увеличивает это число. Этот аэропорт входит в пятёрку самых дешёвых, из которых можно летать внутри страны. За последние годы многие канадцы стали пользоваться этим аэропортом в связи с завышенными сборами в канадских аэропортах. Протяжённость линий метро в Буффало — 10 км. В городе развитая автобусная сеть. Сейчас разрабатывается проект под названием «Cars on Main Street» — «машины на главной дороге» который должен в значительной мере ослабить нагрузку на метро в Даун Тауне.
Междугородное сообщение представлено двумя станциями, через которые можно поехать и в Канаду тоже.
Так как Буффало стоит на восточной оконечности озера Эри, это даёт возможность многим жителям иметь яхты, парусные шлюпки, моторные лодки, другие плавающие средства и быстро попадать на прекрасные песчаные пляжи Онтарио (Канада).
Главные магистрали, обслуживающие зону Большого Буффало.
- Interstate 90 транзитная автострада
- Interstate 190, Дорога, проходящая через Большой остров к Ниагарскому водопаду
- Interstate 290 (New York), дорога к Ниагарскому водопаду в обход г. Буффало.
- Interstate 990, Межштатное шоссе
- U.S. Route 62, Bailey Ave and South Park Ave.
- NY Route 5, Main St.
- NY Route 130, Broadway
- NY Route 384, Delaware Ave.
- NY Route 266, Niagara St.
- NY Route 265, Military Rd. and Tonawanda St.
- NY Route 198, Scajaquada Expressway
- NY Route 33, Kensington Expwy.

## Культура и музыка

Почтовая марка, посвящённая 50-летию со дня открытия Моста Мира, соединяющего Буффало и канадский город Форт-Эри

Основным учебным заведением является Университет штата Нью-Йорк, который располагает тремя филиалами на территории мегаполиса. Основные культурные достопримечательности включают в себя получивший признание в общенациональном масштабе театральный район, Филармонический оркестр Буффало, Художественную галерею Олбрайт-Нокс и Историческое Общество графств Буффало и Эри. Кроме того, в тридцати милях к северу от Буффало находится Ниагарский водопад, привлекающий ежегодно миллионы туристов. Водопад получил известность в 1678 году, когда его впервые увидел отец Луис Хеннепин. Именно здесь раньше всего на территории американского континента стали использовать электроэнергию, вырабатываемую на ГЭС. Ниагарский водопад является туристическим и промышленным центром.

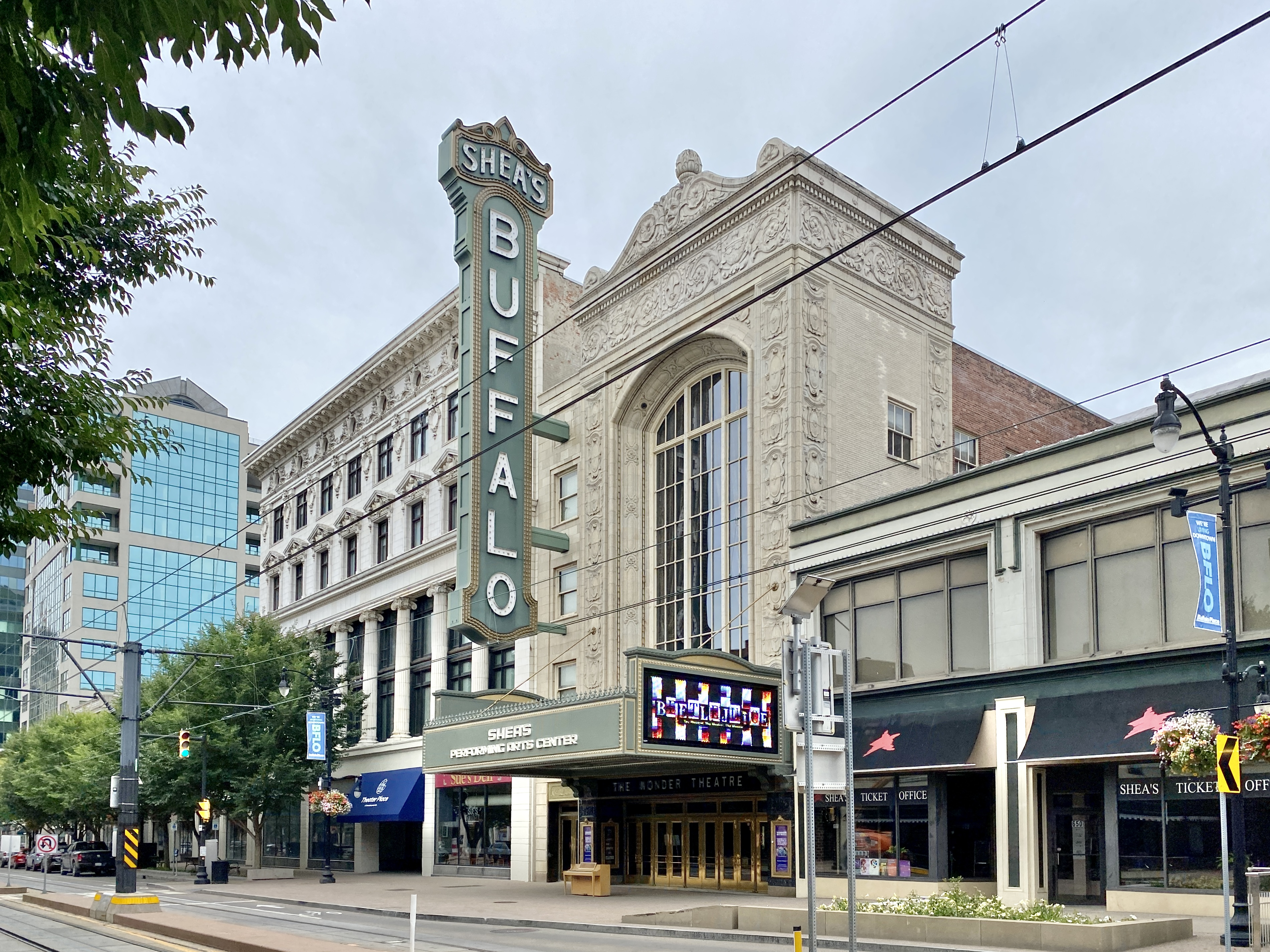
Shea’s Performing Arts Center

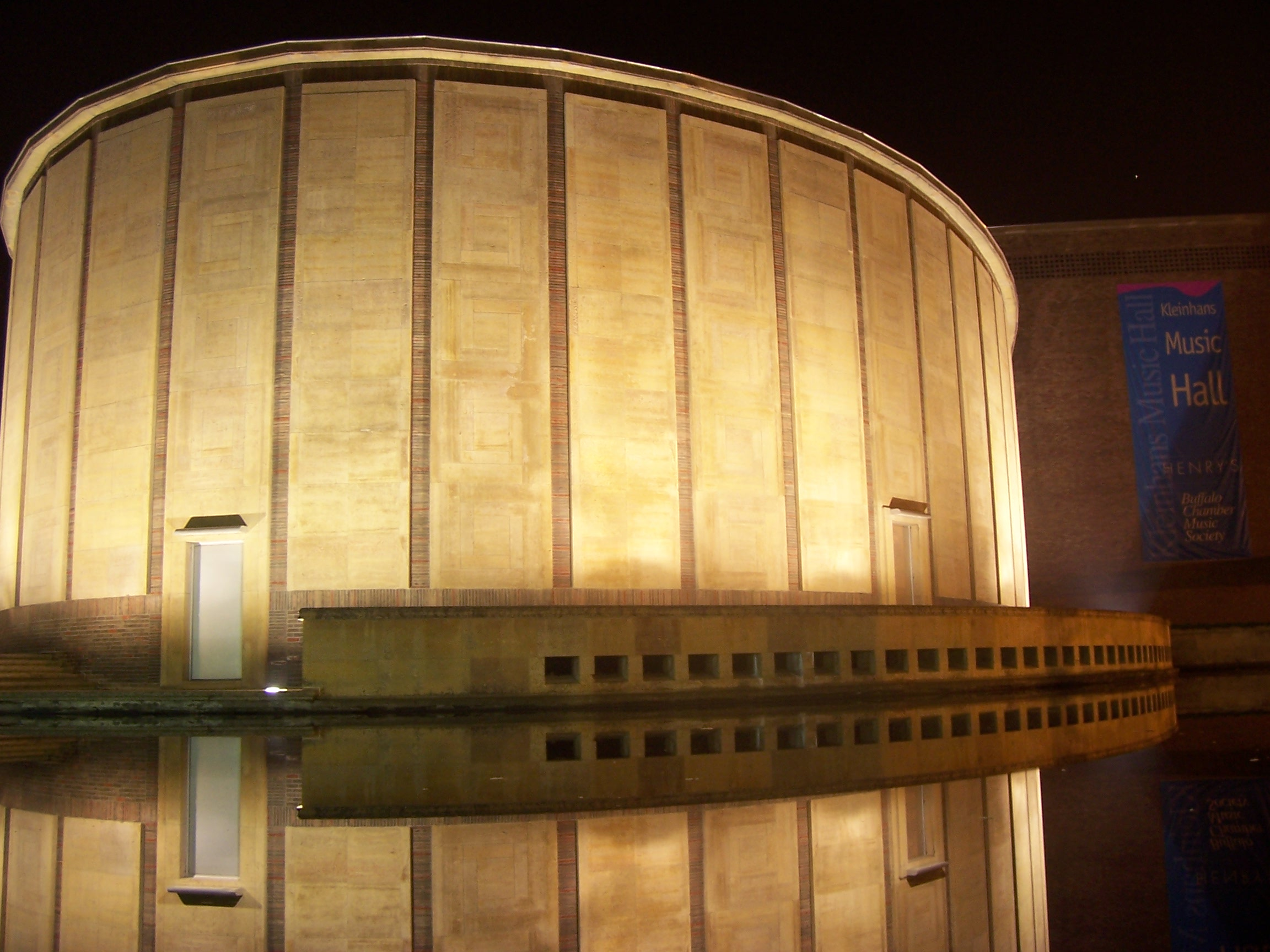
Kleinhans Music Hall

### Оперные театры
Никель сити опера, (англ. Nickel City Opera), (или «NC Opera Buffalo», сокращенно «NCO») — это американская оперная труппа, базирующаяся в Буффало, штат Нью-Йорк. Театр является одним из ведущих в США и вмещает 3300 зрительских мест, что ставит его в один ряд с крупнейшими оперными театрами мира. Штаб-квартира и Главная сцена Никель сити опера располагаются в Центре исполнительских искусств Ши (Shea’s Performing Arts Center) (вмещающем 3300 зрительских мест) в театральном квартале в центре Буффало. 
В период с 2017 г. по 2021 г. музыкальным руководителем и главным дирижёром Никель сити опера был Маттиас Манаси. Перед ним должность музыкального руководителя и главного дирижёра с 2012 г. по 2017 г. занимал Майкл Чинг. На счету оперной труппы, основанной в 2004 году Валерианом Румински (Valerian Ruminski), ряд произведений в области оперного Искусства, написанных специально для неё, и заметных премьер. Никель сити опера сотрудничает с Филармонический оркестр Буффало. В обширный и разнообразный репертуар театра входят барочные оперы XVIII века, белькантовые оперы XIX века, оперы в стиле музыкального Минимализм а XX века и современные оперы XX и XXI веков. При их Постановках в ход идут сценические средства, совсем не похожие друг на друга по стилю, — от изысканных, традиционных мизансцен и Декорации до современного концептуального дизайна. 
Никель сити опера также ставит спектакли в театре «Ривьера» (Riviera Theater) в Норт-Тонаванде, Центре исполнительских искусств имени Николса Фликингера (Nichols Flickinger Performing Arts Center) в Буффало, «Артпарк Мейнстейдж театре» (Artpark Mainstage Theater) и «Артпарк Амфитеатре» (Artpark Amphitheater) в Парке искусств имени Эрла У. Бриджеса штат Нью-Йорк (Earl W. Brydges Artpark State Park) в Льюистоне (штат Нью-Йорк).

### Оркестр
Филармонический оркестр Буффало (англ. Buffalo Philharmonic Orchestra) — американский симфонический оркестр, базирующийся в городе Буффало. Основан в 1934 г. С 1940 года выступает в концертном зале Кляйнханс, построенном по проекту Элиэля и Ээро Саариненов и внесённом в реестр Национальных исторических памятников США.
Среди ключевых моментов истории оркестра — инаугурационный концерт нового руководителя Лукаса Фосса в 1963 г. с исполнением «Весны священной» Стравинского, ознаменовавшим поворот оркестра в сторону репертуара XX века, совместное выступление с Сарой Вон в Карнеги-холле, европейские гастроли 1988 г. во главе с Семёном Бычковым. История звукозаписей оркестра берёт начало с Седьмой симфонии Дмитрия Шостаковича, выпущенной Уильямом Штейнбергом на рубеже 1940-50-х гг.
Джоанн Фаллетта была номинирована на Музыкальный директор|музыкальный директор филармонического оркестра Буффало в 1998 году. Среди прошлых музыкальных руководителей Филармонии Буффало были Уильям Стейнберг, Йозеф Крипс, Лукас Фосс, Майкл Тилсон Томас, Семен Бычков и Максимиано Вальдес. Другими известными дирижёрами, руководившими оркестром, являются Леонард Бернштейн, Игорь Стравинский, Ральф Воган Уильямс, сэр Невилл Марринер, Генри Манчини.

## Спорт
В городе базируются профессиональные футбольный (американский футбол) клуб «Баффало Биллс» и хоккейный клуб, выступающий в Национальной хоккейной лиге «Баффало Сейбрз». Фанатом команды являлся главный герой фильма Брюс Всемогущий — Брюс Нолан (Джим Керри).
Баффало принимал матчи молодёжного чемпионата мира по хоккею с шайбой в 2011 году и чемпионата мира по хоккею с шайбой для девушек до 18 лет в 2015 году.

## Города-побратимы
- Горловка (укр. Горлiвка), Украина
- Дортмунд (нем. Dortmund), Германия
- Дрогобыч (укр. Дрогобич), Украина
- Жешув (пол. Rzeszów), Польша
- Канадзава (яп. 金沢市), Япония
- Кейп-Кост (англ. Cape Coast), Гана
- Кирьят-Гат (ивр. קִרְיַת גַּת‎), Израиль
- Лилль (фр. Lille), Франция
- Округ Сент-Анн[англ.] (англ. Saint Ann Parish), Ямайка
- Сиена (итал. Siena), Италия
- Торремаджоре (итал. Torremaggiore), Италия

В 2022 году Буффало приостановило сотрудничество с Тверью из-за вторжения России на Украину